# Annals of the Entomological Society of America
Annals of the Entomological Society of America (skrót: Ann. Entomol. Soc. Am.) – amerykańskie, recenzowane czasopismo naukowe publikujące w zakresie entomologii.
Czasopismo to wydawane jest przez Oxford University Press we współpracy z Entomological Society of America. Ukazuje się od marca 1908 roku. Współcześnie publikuje głównie badania przekrojowe, prace przeglądowe, zbiory artykułów o wspólnym temacie oraz prace o tematyce będącej przedmiotem debat lub kontrowersji.
W 2016 roku jego wskaźnik cytowań wyniósł 1,222.